# Alchemilla patens
Alchemilla patens är en rosväxtart som beskrevs av A. Plocek. Alchemilla patens ingår i släktet daggkåpor, och familjen rosväxter. Inga underarter finns listade i Catalogue of Life.